# Liste der Kulturdenkmäler in Leiwen
In der Liste der Kulturdenkmäler in Leiwen sind alle Kulturdenkmäler der rheinland-pfälzischen Ortsgemeinde Leiwen aufgeführt. Grundlage ist die Denkmalliste des Landes Rheinland-Pfalz (Stand: 8. Februar 2023).

## Denkmalzonen
| Bezeichnung                     | Lage                                    | Baujahr                 | Beschreibung | Bild                           |
| ------------------------------- | --------------------------------------- | ----------------------- | --- | ------------------------------ |
| Denkmalzone Jüdischer Friedhof  | Detzemer Straße Lage                    | 1863                    | straßenseitig umfriedet, 50 Grabsteine aus der Zeit von 1863 bis 1933                                                                   | weitere Bilder Fotos hochladen |
| Denkmalzone Klostergartenstraße | Klostergartenstraße 17, 19, 21, 23 Lage | 16. bis 20. Jahrhundert | Straßenabschnitt in kammartiger Bebauung gegenüber der Pfarrkirche, der den alten Gemeindeplatz begrenzt; von städtebaulicher Bedeutung | Fotos hochladen                |

## Einzeldenkmäler
| Bezeichnung                        | Lage                                                                            | Baujahr                | Beschreibung | Bild                           |
| ---------------------------------- | ------------------------------------------------------------------------------- | ---------------------- | --- | ------------------------------ |
| Zehnthof                           | Euchariusstraße 12 Lage                                                         | 1484/85                | ehemaliger Zehnthof; spätmittelalterlicher Fachwerkbau mit massivem Erdgeschoss, 1484/85, Umbauten bezeichnet 1558 und 1824 | Fotos hochladen                |
| Euchariuskapelle                   | Euchariusstraße 17a Lage                                                        | 18. Jahrhundert        | ehemalige Euchariuskapelle, heute Heimat- und Weinmuseum; dreiachsiger barocker Putzbau, 18. Jahrhundert | Fotos hochladen                |
| Wohn- und Gasthaus                 | Euchariusstraße 22 Lage                                                         | frühes 19. Jahrhundert | Mansardwalmdachbau, teilweise Fachwerk, frühes 19. Jahrhundert | Fotos hochladen                |
| Bildstock                          | Euchariusstraße, bei Nr. 29 Lage                                                | 1698                   | Schaftbildstock, bezeichnet 1698 | Fotos hochladen                |
| Katholische Pfarrkirche St. Stefan | Kirchgasse 8 Lage                                                               | 1769/71                | barocker Saalbau, 1769/71, Architekt Johannes Seiz, spätgotischer Chor; 1922/23 Ausbau zur Staffelhalle, Architekt Peter Marx; zugehörig ummauerter Kirchhof mit Kreuzigungsgruppe von 1707, Friedhofskreuz vom Ende des 19. Jahrhunderts, Kriegerdenkmal 1914/18 von 1928, Grabkreuze von 1761 und 1782 | weitere Bilder Fotos hochladen |
| Bildstock                          | Klostergartenstraße Lage                                                        | 1673                   | Schaftbildstock, bezeichnet 1673 | Fotos hochladen                |
| Hofanlage                          | Klostergartenstraße 17 Lage                                                     | 16. Jahrhundert        | Streckhof; Krüppelwalmdachbau, 16. Jahrhundert | Fotos hochladen                |
| Hofanlage                          | Klostergartenstraße 19 Lage                                                     | 1909                   | spätgründerzeitlicher Winkelhof, 1909 | Fotos hochladen                |
| Hofanlage                          | Laurentiusstraße 4 Lage                                                         | 1924                   | Winzeranwesen; neubarocker Streckhof, 1924 | Fotos hochladen                |
| Quereinhaus                        | Römerstraße 14 Lage                                                             | 1905                   | spätgründerzeitliches Quereinhaus, bezeichnet 1905 | Fotos hochladen                |
| Wohnhaus                           | Römerstraße 17 Lage                                                             | 1905                   | spätgründerzeitlicher Zwerchgiebelbau, bezeichnet 1905 | Fotos hochladen                |
| Kurtrierer Hof                     | Tränkgasse 4 Lage                                                               | 1610                   | Hofgut; Renaissancebau mit Walmdach, Treppenturmrisalit, bezeichnet 1610 | Fotos hochladen                |
| Dhronkraftwerk                     | südöstlich des Ortes Lage                                                       | 1911/13                | technische Anlage aus Dhrontalsperre, Druckleitung und Elektrizitätswerk, 1911/13 | Fotos hochladen                |
| Leiwener Mühle                     | südöstlich des Ortes an der L 148 Lage                                          | 1882                   | Krüppelwalmdach mit Ökonomie, 1882; mit Grabensystem | BW                             |
| Leiwener Bildchen                  | östlich des Ortes über dem Steilabfall zum Taleinschnitt der Kleinen Dhron Lage | 1756                   | Kapelle, 1756 | BW                             |